# Björn Tidland
Björn Arne Tidland, född 4 mars 1963 i Mölndal, är en svensk politiker (sverigedemokrat). Han är ordinarie riksdagsledamot sedan 2022, invald för Göteborgs kommuns valkrets.
I riksdagen är Tidland ledamot i civilutskottet sedan 2023. Han har varit suppleant i civilutskottet, miljö- och jordbruksutskottet och trafikutskottet.